# 코킴보

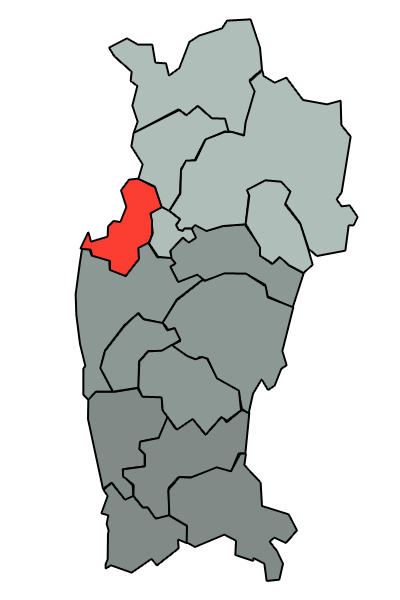
코킴보

코킴보(스페인어: Coquimbo)는 칠레 코킴보 주에 위치한 엘키 현의 으뜸 도시이자 항구 도시이다. 라 세레나에서 계곡을 따라 약 10 km 정도 남쪽에 있다. 이 일대는 약 30만 명의 거주자를 거느린 도시군을 이룬다. 연간 평균 기온은 약 14° C이며, 강수량은 매우 적다.

## 개요

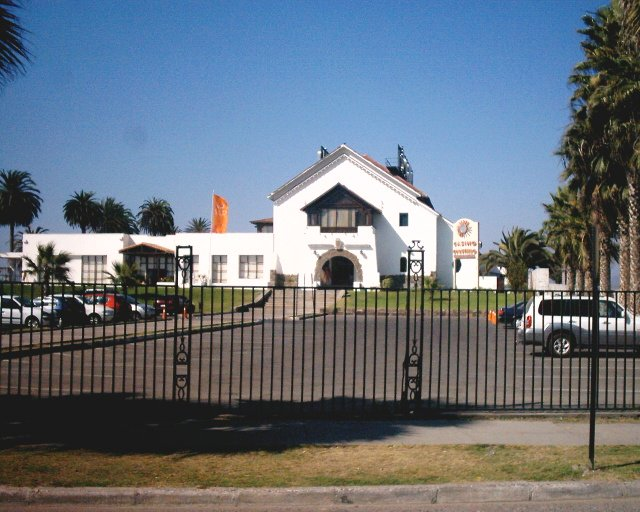
코킴보 카지노

1550년 스페인의 페드로 데 발디비아에 의해 정복되었다. 지역의 금과 구리 광업의 발달과 그 중요성으로 인해, 1840년 경 코킴보 항구는 수출 항구로서 요충지 역할을 하게 되었다. 유럽, 특히 영국에서 많은 이주민들이 들어와 코킴보에 정착하였다. 1867년 시로 승격되었다. 최근에는 시장이었던 페드로 벨라스케스(Pedro Velasquez)에 의해 시가지가 재개발되었다. 1992년부터 2002년까지의 성장률은 32.8%로서, 견고한 산업 및 상업 중심지의 면모를 보이고 있다. 칠레의 인구조사 결과에 의하면 2002년 시의 인구는 15만 3416명이었고, 기타 시 외곽 거주 인구 8720명이었다.
최근 들어서는 코킴보 시에서 관광업이 성장하고 있다. 과나케로스나 통고이 같은 해변 마을이 성장하고 있다. 코킴보 시 항구는 아직 수출에 있어서 중요한 역할을 하고 있고, 특히 과일류 농산물 수출에 중요한 역할을 한다. 지역 내 포도주 생산도 늘고 있다. 팬-아메리칸 고속도로에 인접해 있다.

## 지리

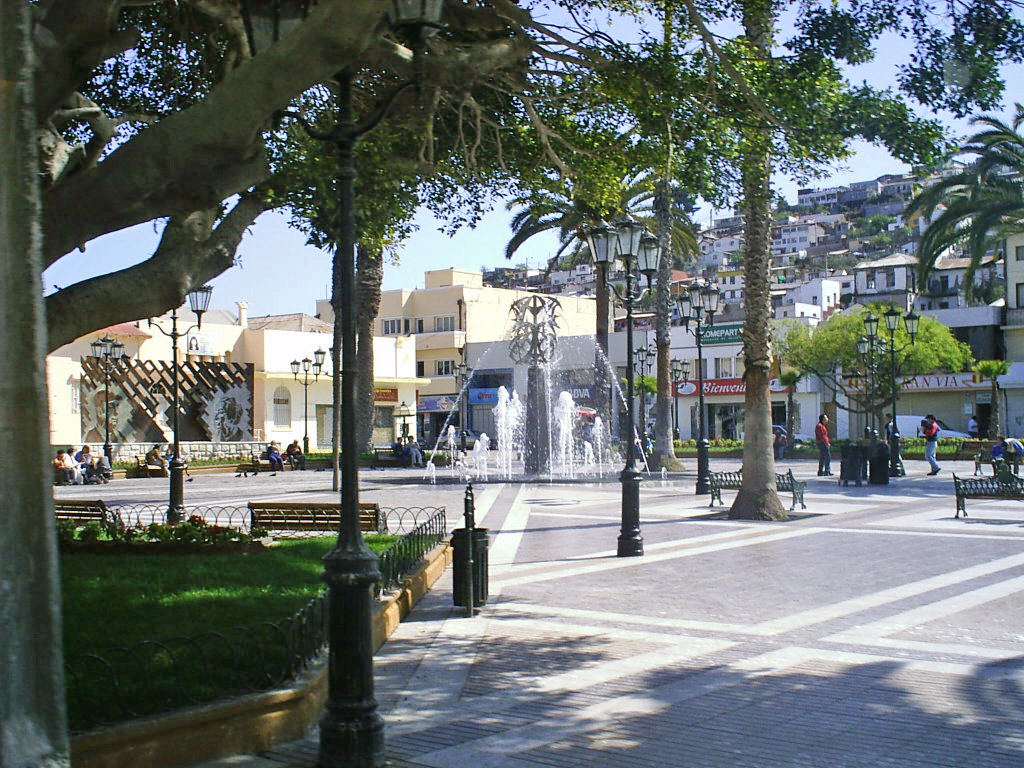
코킴보 시가지 전경

코킴보는 안쪽으로 들어간 삼각형 모양이다. 만이 있어서 바다의 높은 파고가 항구쪽으로 들이치는 것을 자연적으로 막아 준다. 도시 동편에는 철도역이 있고 철로가 놓여 있기 때문에 스페인어: El Empalme 엘 엠팔메[*]라고 불리는 지역이 있으며, 조금 북쪽에는 프랏(스페인어: Prat) 플라자라고 하여 항구 입구가 위치한다. 도시 서편에는 언덕이 많고 가팔라서, "높은 곳"(스페인어: Parte Alta 파르테 알타[*])이라 불린다. 남쪽 스페인어: El llano 엘 랴노[*] 지역에는 스페인어: Guayacán 과야칸[*]이라는 곳과 함께, 기계화된 항구가 들어서 있고, 스페인어: El Romeral 엘 로메랄[*] 광산과 같은 곳의 광물의 수출을 담당한다. 팬-아메리칸 고속도로 건너편에는 산 후앙 지역이 있다.

## 기후
기후는 해양성 기후이다. 바다의 영향을 많이 받는다. 또한, 일조량이 풍부하다. 여름에는 기온이 12 °C와 25 °C 사이를 오락가락한다. 겨울에는 기온이 최저  8 °C까지 내려가기도 하나, 보통은 기온이 약 15 °C 정도이다. 사람이 느끼기에는 습도가 비교적 높다. 드물게 매우 궂은 날에만 비가 오며, 강우량은 적고 빗줄기가 세차지도 않다.

## 인구 통계

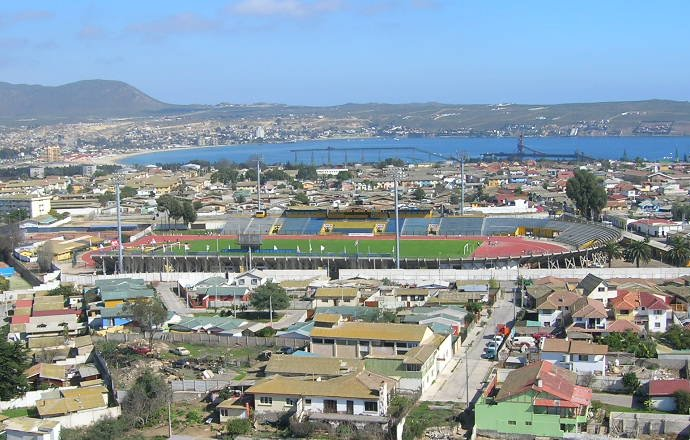
프란시스코 산체스 루모로소 경기장

지역의 면적은 약 1,429,3 km ²이다. 2002년 기준으로, 인구는 16만 3036명이다. 그 중 7만 9428명은 남자였고, 8만 3608명은 여자였다. 1992년에 비해 32.8% 증가한 수치이다. 15만 4316명이 도시 지역에, 8720명이 교외 지역에 거주한다.